# Czerwona rodzina
Czerwona rodzina (kor. 붉은 가족 / Boog-eun ga-jeok) – południowokoreański dramat filmowy w reżyserii Lee Joo-hyeonga, którego premiera odbyła się 23 października 2013 roku.
W 2013 roku podczas 28. edycji Międzynarodowego Festiwalu Filmowego w Tokio Lee Ju-hyoung był nominowany do nagrody Tokyo Grand Prix oraz zdobył nagrodę Audience Award.

## Obsada
Źródło: Filmweb

- Kim Yu-mi – północnokoreańska oficerka
- Jeong Woo
- Park So-yeong – Min-ji
- Son Byung-ho – Jo Myeong-sik
- Park Byeong-eun – ojciec Chang-soo
- Kang Eun-jin – matka Chang-soo
- Choo Seung-wook – Geu Rim-ja
- Oh Jae-moo – Chang-soo
- Lee Yang-hee – pracownik fabryki
- Park Myeong-shin – kobieta z nizin w średnim wieku
- Lee Jae-goo – generał cień
- Kim Jae-hong – cień
- Kim Jae-rok – północnokoreański uciekinier
- Jang Yun-sil – matka północnokoreańskiego uciekiniera